# Luka Japaridze
Luka Japaridze (Georgia, 6 de septiembre de 1998) es un jugador profesional georgiano de rugby que se desempeña en la posición de pilar derecho en Montpellier Hérault Rugby, equipo perteneciente a la liga Top 14.

## Carrera
Japaridze es un jugador de formación francesa (JIFF). Comenzó su carrera deportiva con el equipo Lelo Saracens Tbilissi, en el cual jugó una temporada (2017-2018), después pasó a Club Athlétique Brive-Corrèze (2018-2023), luego a Montpellier Hérault Rugby, donde lleva jugando una temporada.